# Hans von Bülow (General, 1816)

Hans von Bülow um 1880

Hans Adolf Julius von Bülow (* 27. Februar 1816 in Ossecken; † 9. Dezember 1897 in Berlin) war ein preußischer General der Artillerie.

## Leben

### Herkunft
Er entstammte dem mecklenburgischen Uradelsgeschlecht von Bülow und war der Sohn des Gutsbesitzers Werner von Bülow (1778–1849) und dessen Ehefrau Julie, geborene von Hodenberg (1792–1864).

### Militärkarriere
Bülow war Kadett in Kulm und Berlin. Anschließend wurde er am 5. August 1833 als Sekondeleutnant der Garde-Artilleriebrigade der Preußischen Armee überwiesen. 1834/35 war Bülow zur weiteren Ausbildung an die Vereinigte Artillerie- und Ingenieurschule kommandiert. Ab 1841 diente er als Abteilungsadjutant und wurde am 2. Mai 1844 zum Premierleutnant befördert. Im weiteren Verlauf seiner Militärkarriere stieg Bülow am 1. Juni 1858 zum Major und Artillerieoffizier vom Platz in Koblenz auf. Daran schloss sich am 5. November 1859 seine Ernennung zum Kommandeur der Festungsabteilung im 6. Artillerie-Regiment an. In dieser Stellung am 18. Oktober 1861 zum Oberstleutnant befördert, war Bülow vom 15. März 1862 bis zum 24. Juni 1864 Kommandeur der I. Abteilung. Anschließend erhielt er das Kommando über das Westfälische Feldartillerie-Regiment Nr. 7 und wurde am 18. Juni 1865 Oberst.
Am Krieg gegen Österreich 1866 nahm Bülow als Kommandeur der Reserveartillerie des VII. Armee-Korps an den Kämpfen bei Münchengrätz und der Schlacht bei Königgrätz teil. Für seine Leistungen wurde ihm der Kronenorden III. mit Schwertern verliehen. Unter Stellung à la suite seines Regiments wurde Bülow am 14. Januar 1868 zum Kommandeur der 3. Feldartillerie-Brigade ernannt. Gleichzeitig war er ab 10. März 1868 auch Mitglied der Prüfungskommission für Premierleutnants der Artillerie.
Am Deutsch-Französischen Krieg 1870/71 nahm Bülow als Generalmajor und Kommandeur der Artillerie des III. Armee-Korps teil. Er kam dabei in den Schlachten bei Spichern, Mars-la-Tour, Gravelotte, Noisseville, Beaune-la-Rolande, Orléans und Le Mans zum Einsatz. Außerdem wirkte Bülow in den Belagerungen von Metz und Paris. Neben beiden Klassen des Eisernen Kreuzes zeichnete man ihn mit dem Orden Pour le Mérite aus.
Nach dem Friedensschluss wurde Bülow am 21. September 1871 zum Kommandeur der Garde-Artillerie-Brigade ernannt. Mit dem Rang und den Gebührnissen eines Artillerieinspekteurs versetzte man ihn 3. Februar 1872 zu den Offizieren von der Armee und kommandierte ihn zur Dienstleistung bei der Generalinspektion der Artillerie. Auch war Bülow ab diesem Zeitpunkt Mitglied des Generalartilleriekomitees. Am 23. Januar 1873 erfolgte seine Ernennung zum Inspekteur der 2. Artillerie-Inspektion. In dieser Stellung avancierte er Anfang September 1873 zum Generalleutnant und wurde mit dem Orden der Eisernen Krone I. Klasse, dem Roten Adlerorden I. Klasse mit Eichenlaub sowie dem Großkreuz des Albrechts-Ordens ausgezeichnet. Am 6. November 1879 wurde Bülow schließlich zum Generalinspekteur der Artillerie ernannt. Wegen Meinungsverschiedenheiten zwischen ihm und dem Kriegsministerium, an dessen Spitze damals General Kameke stand, nahm Bülow seinen Abschied. Er wurde am 12. Dezember 1882 unter Verleihung des Charakters als General der Infanterie mit der gesetzlichen Pension zur Disposition sowie gleichzeitig à la suite des 1. Pommerschen Feldartillerie-Regiments Nr. 2 in Stettin gestellt.
Anlässlich des 25-Jahrestages der Schlacht bei Mars-la-Tour verlieh ihm Kaiser Wilhelm II. am 16. August 1895 den Diensttitel eines Generals der Artillerie.
Hans von Bülow wurde auf dem Militärfriedhof in der Hasenheide zu Berlin neben seiner Ehefrau begraben.

### Familie
Bülow hatte sich am 19. April 1847 in Breslau mit Rosa Marie Henriette von Schlieben (1827–1876) verheiratet. Sie war die Tochter eines Oberstleutnants. Er war befreundet mit Prinz Kraft zu Hohenlohe-Ingelfingen. Seine Tochter Anna (1862–1948) heiratete 1883 den Pflanzenzüchter Ferdinand von Lochow (1849–1924).